# رومان مونتيال
رومان مونتيال (بالفرنسية: Romain Montiel)‏ (22 أبريل 1995 بفرنسا - ) هو لاعب كرة قدم فرنسي في مركز الوسط. لعب مع نادي أوكسير.

## روابط خارجية
- رومان مونتيال على موقع قاعدة بيانات كرة القدم.إي يو (الإنجليزية)
- رومان مونتيال على موقع Soccerway.com (الإنجليزية)